# Onthophagus octogonus
Onthophagus octogonus là một loài bọ cánh cứng trong họ Bọ hung (Scarabaeidae).